# Élections législatives togolaises de 1985
Les élections législatives togolaises de 1985 se déroulent le 24 mars 1985 afin de pourvoir les 77 sièges de l'Assemblée nationale du Togo. Elles ont lieu sous la dictature de Gnassingbé Eyadéma, au pouvoir depuis son coup d'état en 1967, et voient la victoire sans opposition de son parti unique, le Rassemblement du peuple togolais, qui remporte sans surprise la totalité des sièges à l'assemblée

## Déroulement
L'Assemblée nationale est le parlement unicaméral du Togo,. Fondé le 30 août 1969, le Rassemblement du peuple togolais est de facto le parti unique du pays, ce que la constitution approuvée par référendum en 1979 officialise. « Le RPT, parti unique (...) exprime les aspirations des masses laborieuses. (...) Le système politique togolais repose sur le principe du parti unique ».
L'âge d'obtention du droit de vote est fixé à dix-huit ans. Les candidats doivent quant à eux être âgés d'au moins 25 ans, savoir lire et écrire et avoir un casier judiciaire vierge. Le mandat parlementaire est incompatible avec la fonction de Ministre, de Président de la Cour suprême et de plusieurs autres fonctions publiques.
Seuls sont autorisés à concourir les membres du RPT, qui constitue une liste unique de candidats et de suppléants qu'il dépose au ministère de l'intérieur au minimum quinze jours avant le scrutin, ce qui correspond à la durée de la campagne électorale. Les candidats doivent s'affranchir d'une caution de 50 000 francs CFA, qui leur est remboursée s'ils obtiennent au moins 10 % des suffrages exprimés dans leurs circonscriptions.
Contrairement au scrutin précèdent, où les électeurs n'avaient la possibilité que de voter pour l'ensemble de la liste ou de voter blanc, le RPT permet cette fois ci aux électeurs de choisir parmi plusieurs de ses candidats. 216 d'entre eux se présentent ainsi pour les 77 sièges de députés et ceux de 22 suppléants. Ces derniers remplacent les députés élus en cas de vacance de leurs sièges en cours de législature.
La campagne électorale se déroule du 9 au 22 mars, et s'axe sur les thèmes de l'unité et de la solidarité nationale. Elle est cependant perturbée par plusieurs affrontements violents entre partisans de candidats rivaux au sein du RPT.

## Résultats
Peu de députés sortants se représentent, et seulement vingt d'entre eux sont réélus. Sur le total de 77 députés, 73 sont des hommes et 4 des femmes. L'assemblée est par ailleurs considérablement rajeunie par rapport à la législature précédente. La séance inaugurale est organisée le 6 mai 1985.
|                           |                                        |           |       |        |     |  |  |  |  |  |  |  |  |  |
| Parti                     | Parti                                  | Votes     | %     | Sièges | +/– |  |  |  |  |  |  |  |  |  |
|                           | Rassemblement du peuple togolais (RPT) | 1 024 533 | 100   | 77     | 10  |  |  |  |  |  |  |  |  |  |
|                           |                                        |           |       |        |     |  |  |  |  |  |  |  |  |  |
| Votes valides             | Votes valides                          | 1 024 533 | 98,80 |        |     |  |  |  |  |  |  |  |  |  |
| Votes blancs et invalides | Votes blancs et invalides              | 12 442    | 1,20  |        |     |  |  |  |  |  |  |  |  |  |
| Total                     | Total                                  | 1 036 975 | 100   | 77     | 10  |  |  |  |  |  |  |  |  |  |
| Abstention                | Abstention                             | 282 004   | 21,38 |        |     |  |  |  |  |  |  |  |  |  |
| Inscrits/Participation    | Inscrits/Participation                 | 1 318 979 | 78,62 |        |     |  |  |  |  |  |  |  |  |  |